# Линейные корабли типа Intrepid
Тип линейных кораблей Intrepid — пятнадцать 64-пушечных линейных корабля третьего ранга, созданных для Королевского флота сэром Джоном Уильямсом по проекту, утверждённому 18 декабря 1765 года. Проект Уильямса во многом походил на проект Томаса Слейда — тип Worcester, но был немного меньше по размерам. После начала строительства головного корабля типа, еще четыре судна были заказаны в 1767-69 годах и еще десять с 1771 по 1779 года.

## Корабли
- HMS Intrepid

Строитель: королевская верфь, Вулвич

Заказан: 16 ноября 1765 года

Заложен: январь 1767 года

Спущён на воду: 4 декабря 1770 года

Закончен: 31 января 1771 года

Выведен: продан на слом в 1828 году

- HMS Monmouth

Строитель: королевская верфь, Плимут

Заказан: 10 сентября 1767 года

Заложен: май 1768 года

Спущён на воду: 18 апреля 1772 года

Закончен: 9 мая 1778 года

Выведен: разобран в 1818 году

- HMS Defiance

Строитель: королевская верфь, Вулвич

Заказан: 9 июня 1768 года

Заложен: октябрь 1768 года

Спущён на воду: 31 августа 1772 года

Закончен: июль 1778 года

Выведен: разбился в 1780 году

- HMS Nonsuch

Строитель: королевская верфь, Плимут

Заказан: 30 ноября 1769 года

Заложен: январь 1770 года

Спущён на воду: 17 декабря 1774 года

Закончен: 25 апреля 1776 года

Выведен: разобран в 1802 году

- HMS Ruby

Строитель: королевская верфь, Вулвич

Заказан: 30 ноября 1769 года

Заложен: 9 сентября 1772 года

Спущён на воду: 26 ноября 1776 года

Закончен: 27 февраля 1778 года

Выведен: разобран в 1821 году

- HMS Vigilant

Строитель: Адамс, Баклерхард

Заказан: 14 января 1771 года

Заложен: февраль 1771 года

Спущён на воду: 6 октября 1774 года

Закончен: 11 июля 1778 года

Выведен: разобран в 1816 году

- HMS Eagle

Строитель: Джон и Уильям Уэллсы, Ротерхит

Заказан: 14 января 1771 года

Заложен: апрель 1771 года

Спущён на воду: 12 мая 1774 года

Закончен: 30 июля 1776 года

Выведен: разобран в 1812 году

- HMS America

Строитель: королевская верфь, Дептфорд

Заказан: 18 июня 1771 года

Заложен: октябрь 1771 года

Спущён на воду: 5 августа 1777 года

Закончен: 29 марта 1778 года

Выведен: разобран в 1807 году

- HMS Anson

Строитель: королевская верфь, Плимут

Заказан: 24 апреля 1773 года

Заложен: январь 1774 года

Спущён на воду: 4 сентября 1781 года

Закончен: 15 октября 1781 года

Выведен: разбился о скалы в 1807 году

- HMS Polyphemus

Строитель: королевская верфь, Ширнесс

Заказан: 1 декабря 1773 года

Заложен: январь 1776 года

Спущён на воду: 27 апреля 1782 года

Закончен: 24 июля 1782 года

Выведен: разобран в 1827 году

- HMS Magnanime

Строитель: королевская верфь, Дептфорд

Заказан: 16 октября 1775 года

Заложен: 23 августа 1777 года

Спущён на воду: 14 октября 1780 года

Закончен: 29 декабря 1780 года

Выведен: разобран в 1813 году

- HMS Sampson

Строитель: королевская верфь, Вулвич

Заказан: 25 июля 1776 года

Заложен: 20 октября 1777 года

Спущён на воду: 8 мая 1781 года

Закончен: 29 июня 1781 года

Выведен: продан на слом в 1832 году

- HMS Repulse

Строитель: Роберт Фабиан, Ист-Каус

Заказан: 5 февраля 1777 года

Заложен: 12 января 1778 года

Спущён на воду: 28 ноября 1780 года

Закончен: 15 февраля 1781 года

Выведен: потерпел крушение у Уэссана 10 марта 1800 года

- HMS Diadem

Строитель: королевская верфь, Чатем

Заказан: 5 декабря 1777 года

Заложен: 2 ноября 1778 года

Спущён на воду: 19 декабря 1782 года

Закончен: 19 июля 1783 года

Выведен: разобран в 1832 году

- HMS Standard

Строитель: королевская верфь, Дептфорд

Заказан: 5 августа 1779 года

Заложен: май 1780 года

Спущён на воду: 8 октября 1782 года

Закончен: 19 декабря 1782 года

Выведен: разобран в 1816 году